# 天野菜月
天野 菜月（あまの なづき、2000年6月13日 - ）は、日本のモデル、女優。福岡県出身。スターダストプロモーションに所属。

## 略歴
地元・福岡のショッピングモールでスカウトされた。初めてのオーディションで「ミスセブンティーン2015」の最終選考に残る。

## 人物
- 趣味はバスケットボール[3]。小学2年から中学校までをバスケットボールに没頭して過ごした[1]。
- 特技は持久走[3]。
- 憧れの人として小松菜奈を挙げる[2]。目標として「小松菜奈さんのような、個性がありながらどんな役でもこなせる女優さんです」と語った[1]。
- 好きな食べ物はもち、嫌いな食べ物はゴーヤ[4]。
- 好きな男性のタイプは優しい人[4]。
- 座右の銘は「努力に勝る天才なし」[4]。

## 出演

### テレビドラマ
- 開局20周年記念ドラマ「ひと夏の隣人」（2016年11月4日、イマジカBS） - 川崎舞 役
- ラブホの上野さん2（2017年10月12日、フジテレビ）- 大崎里帆 役[5]
- 大河ドラマ 麒麟がくる（2020年、NHK） - お岸 役[6]

### CM
- ジェイアイ傷害火災保険株式会社・リスク細分型特定手続用海外旅行保険「t@bihoたびほ」イメージキャラクター（2016年6月～）[1]

- 森永製菓「DARS」(2020/10/01〜)

- バンダイナムコエンターテインメント「太鼓の達人 ドコどんRPGパック！」(2020/11/26～)

### 映画
- みんな好いとうと♪（2016年3月19日九州先行ロードショー）[1][7]
- 氷菓（2017年11月3日） - 郡山養子 役
- 血ぃともだち（2019年製作、2022年2月5日公開）- 紺野カオル 役

### WEBムービー
- 大塚製薬 ポカリスエット 「東京サプライ少女」編（2016年2月10日 - ）[2][8]

### イベント
- 東京マラソンEXPO2016（2016年2月27日） - 「ポカリガール」としてポカリスエットブースに登場[4][9]